# 魯德尼亞-烏紹米爾西卡
50°52′1″N 28°27′47″E / 50.86694°N 28.46306°E
魯德尼亞-烏紹米爾西卡（烏克蘭語：Рудня-Ушомирська），是烏克蘭的村落，位於該國北部日托米爾州，由科羅斯堅區負責管轄，始建於1842年，面積0.24平方公里，海拔高度181米，2001年人口225。

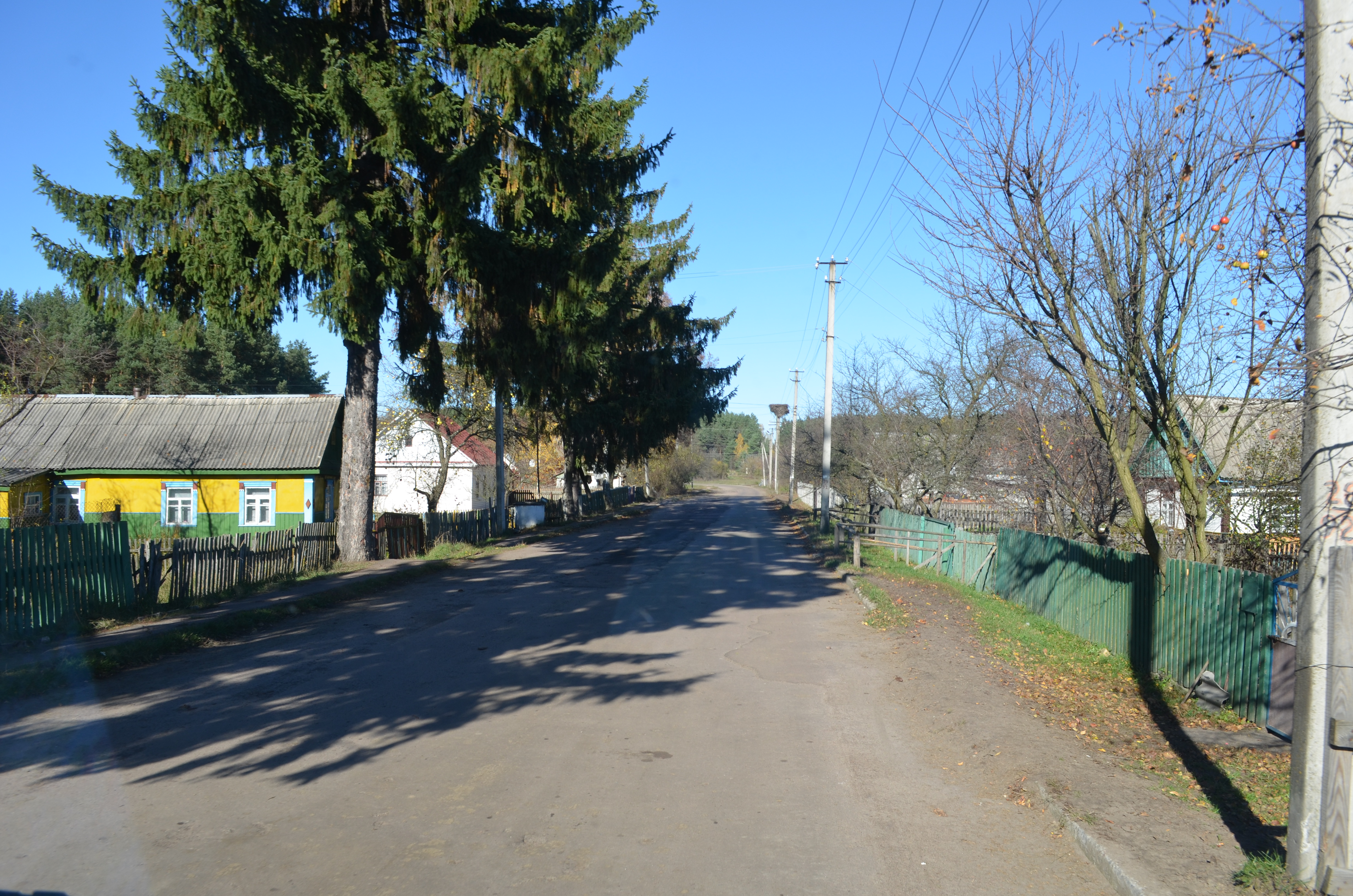
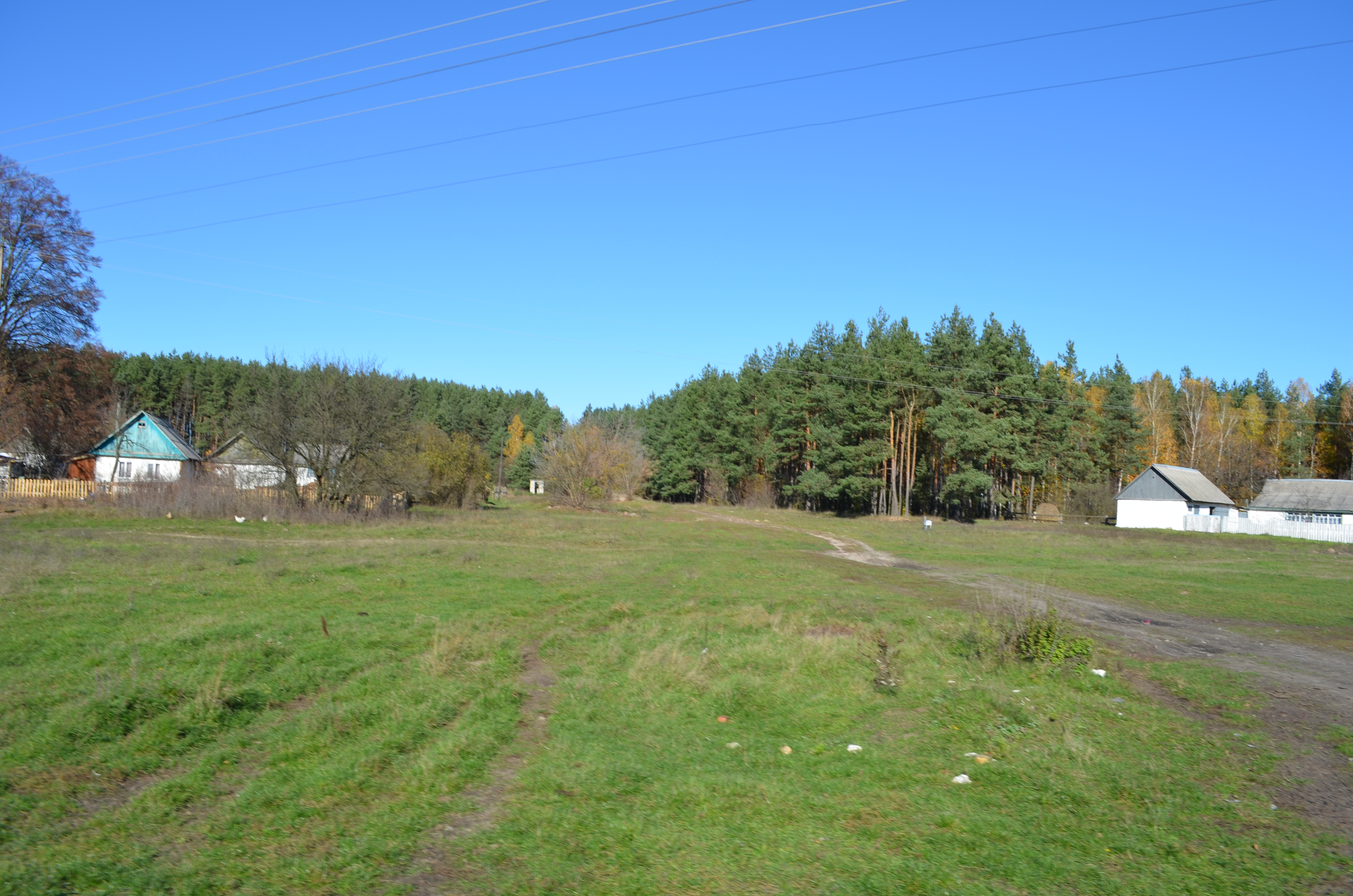
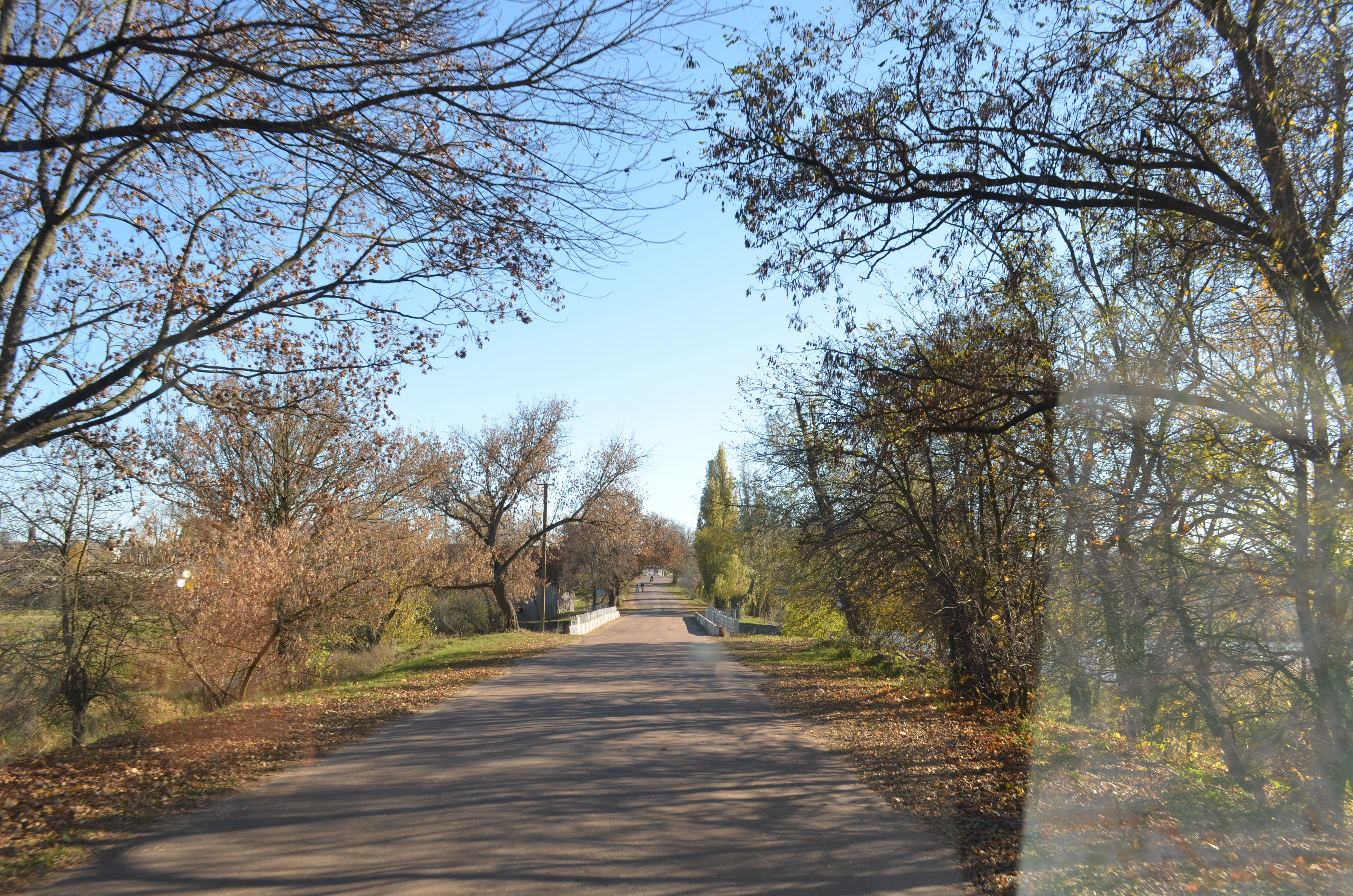
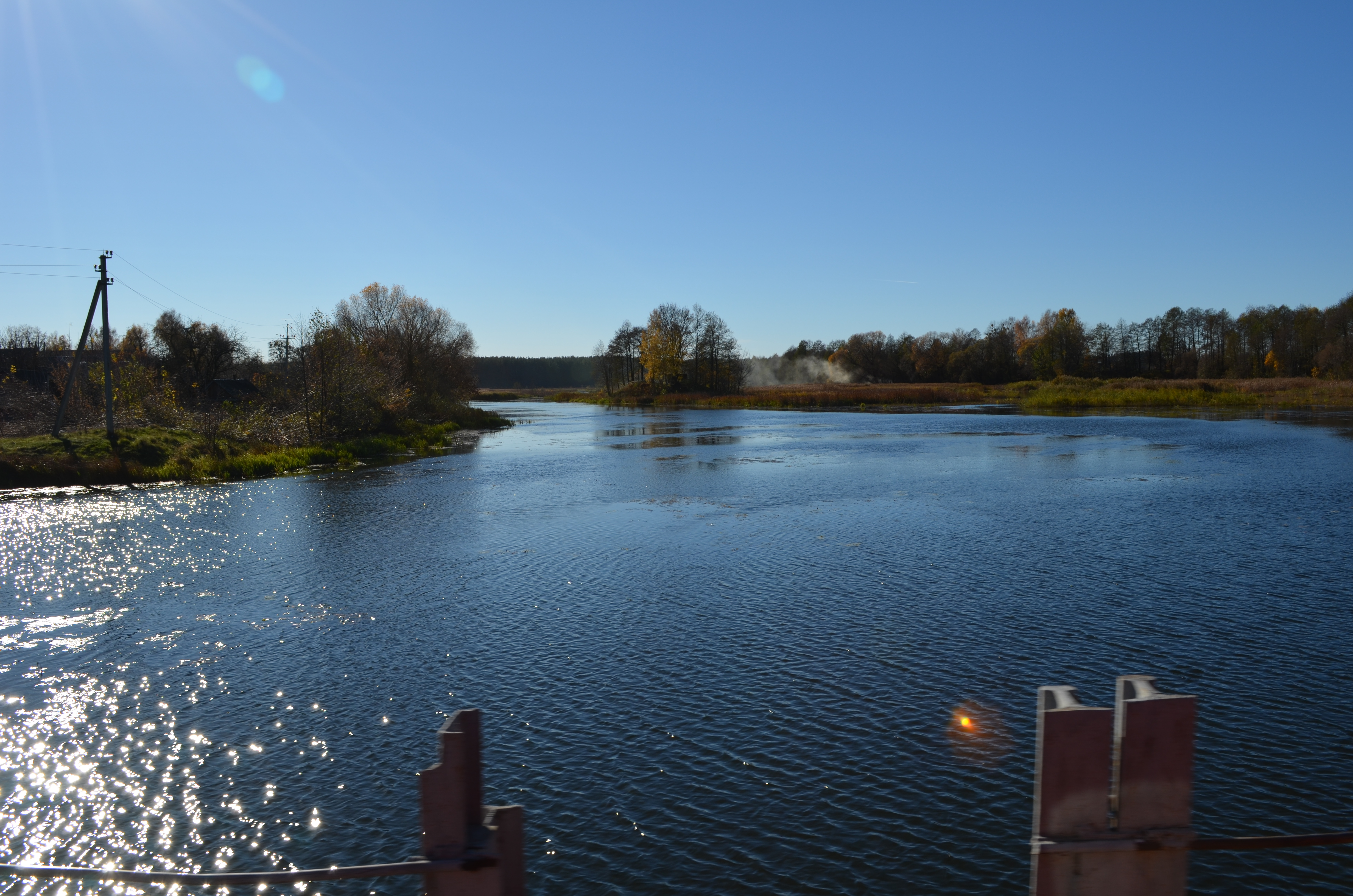